# Renealmia alpinia
Renealmia alpinia är en enhjärtbladig växtart som först beskrevs av Christen Friis Rottbøll, och fick sitt nu gällande namn av Paulus Johannes Maria Maas. Renealmia alpinia ingår i släktet Renealmia och familjen Zingiberaceae. Inga underarter finns listade i Catalogue of Life.

## Bildgalleri

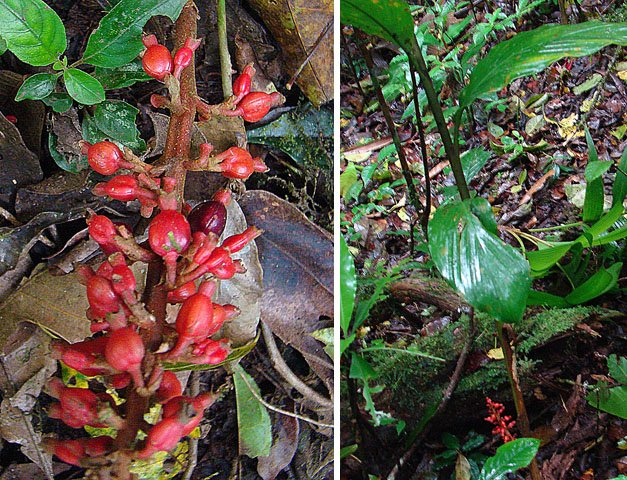
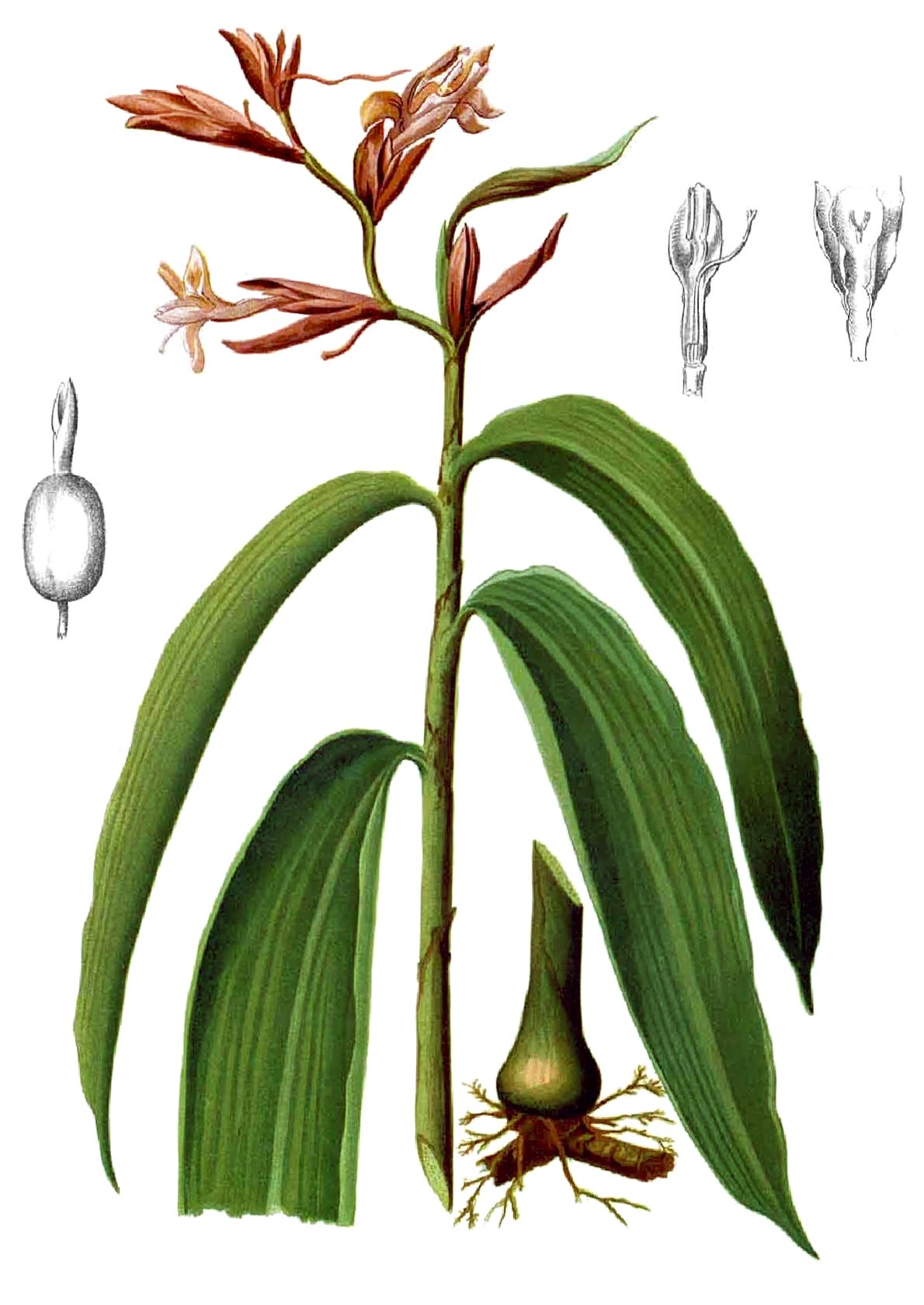